# Shredder
Pour les articles homonymes, voir Shredder (homonymie).
 (juin 2017).
Si vous disposez d'ouvrages ou d'articles de référence ou si vous connaissez des sites web de qualité traitant du thème abordé ici, merci de compléter l'article en donnant les références utiles à sa vérifiabilité et en les liant à la section « Notes et références ».
Shredder (ou Le Déchiqueteur au Québec), de son vrai nom Oroku Saki (ou Ch'rell selon les versions), est un personnage de la bande dessinée américaine des Tortues Ninja. Il s'agit aussi du chef de l'organisation connu comme le Clan des Foot. Il est l'ennemi le plus acharné des Tortues Ninja et est inlassablement repris comme tel dans toutes les incarnations de la bande dessinée depuis ses débuts.
Son apparence connaît des changements selon les versions, mais il est usuellement représenté comme un homme musclé, vêtu d'une tunique dont la couleur varie entre pourpre, rouge ou noire. Il porte une armure à peu près similaire dans toutes les versions, avec des brassards, épaulières et jambières couverts de lames et une sorte de casque de samouraï surmonté de trois cornes formant une sorte de Trident et ne laissant que ses yeux visibles. Son arme habituelle, qu'il porte variablement sur ses deux mains ou sa main gauche (il est gaucher), est un gantelet surmonté de deux griffes, mais les lames sur son armure sont tout aussi mortelles que n'importe quelle arme.
L'idée de l'armure de Shredder est venue aux scénaristes en voyant une grande râpe à fromage triangulaire, les conduisant à imaginer un méchant qui aurait une arme de ce style sur les bras. Ils prévoyaient originellement de l'appeler le "Grate-Man", avant d'opter pour le nom plus sérieux de Shredder.
En 2009, IGN a classé Shredder comme le 39e meilleur super-vilain de comic de tous les temps.

## Comics
Dans le comic, Shredder était à l'origine Oroku Saki, le frère d'Oroku Nagi, rival du ninja Hamato Yoshi, maître d'un rat nommé Splinter. Nagi fut cependant tué par son rival Yoshi à la suite d'un incident autour de la femme que tous deux aimaient, Tang Shen, et Yoshi prit la fuite avec cette dernière vers les États-Unis. Furieux, Saki jura de se venger.
Il poursuivit son entraînement de ninja, jusqu'à devenir le chef de la Branche du Clan des Foots aux États-Unis. Sa nouvelle position lui permit de se rendre sur place, où il finit par retrouver Yoshi et Shen, qu'il tua tous les deux, laissant Splinter abandonné. Il devint par la suite le Chef du Clan des Foots sous le nom de Shredder.
Lorsque Splinter, peu après, muta avec quatre tortues, il entreprit d'entraîner ces quatre dernières qui devinrent par la suite les Tortues Ninja afin de se venger de lui.
Au début de l'issue #1 du comic, Splinter décida que les Tortues étaient prêtes à vaincre Shredder, et les envoya défier ce dernier. Shredder releva le défi, mais envoya d'abord ses meilleurs ninja affronter les élèves de Splinter, et ne consentit à venir lui-même que lorsque les Tortues eurent vaincu les ninja. Après un combat difficile, les Tortues parvinrent à battre leur ennemi, et lui laissèrent la possibilité de se faire seppuku pour racheter son honneur. Shredder refusa, et dégoupilla une grenade, déclarant qu'il les emporterait avec lui, mais Donatello lui jeta son bō au visage, le faisant ainsi chuter du haut d'un immeuble avec sa grenade et entraînant ainsi sa mort.
Shredder fut plus tard ramené à la vie par les Foots au moyen d'un procédé de clonage en utilisant des vers. Son retour à la vie s'acheva lorsqu'il fut tué une seconde fois par décapitation des mains de Leonardo. Le corps fut ramené par ce dernier et consumé dans le feu.
Après la mort de Shredder, New York se retrouva plongée dans le chaos par une guerre de gang entre les restes épars du Clan des Foot. Karai, la cheffe du Clan au Japon, vint sur place pour rétablir l'ordre, et fit une trêve avec les Tortues à cette fin.
Il fut plus tard révélé que, quelques semaines après que Leonardo eut vaincu Shredder, ce dernier avait une fois de plus été ressuscité par un Mystic Foot. Cependant, il ne ranima pas Shredder lui-même, mais les vers qui avaient permis le clonage. Ces vers partirent aussitôt à la recherche d'un nouveau corps, et choisirent celui d'un requin. Le monstre qui en résulta attaque ensuite les Tortues, qui a priori le vainquirent. Il s'avéra plus tard toujours vivant, et captura Shadow, la fille adoptive d'April et de Casey afin d'attirer les Tortues dans un piège. Cependant, les Tortues étaient absentes, laissant Splinter et Casey seuls pour sauver Shadow. Ils y parvinrent et réussirent à vaincre le monstre.
Il est plus tard révélé que Shredder est parvenu, quelques semaines après le sauvetage de Shadow, à se recloner lui-même sous son véritable aspect.

### Autres Shredder
Durant une partie considérable du comic « Image », Raphael prit l'identité de Shredder en portant l'armure de ce dernier. Il tenta ainsi de faire la paix avec le Clan des Foots, mais échoua finalement. Plus tard dans la série, une mystérieuse "Lady Shredder" apparut pour défier Raphael. Bien que cette partie du comic n'ait été annulée avant que son identité ne soit révélée, l'auteur Gary Carlson a confirmé peu après qu'elle aurait dû être Karai.
Dans une réalité alternative, où Leonardo se retrouve projeté, il rencontre un Shredder (possédant une armure presque identique à celle de la série de 2003) qui, sans son masque, ressemble à Oroku Saki. Leonardo est choqué mais découvre que ce Shredder est un combattant honorable et il apprendra par la suite que celui-ci se prénomme Oroku Yoshi (ne laissant aucun doute à la tortue que ce Shredder vient bien d'une autre réalité).
Dans l'univers des Super Turtles (signifiant Super Tortues, un monde parallèle à celui des Tortues Ninja), Shredder est un homme connu sous le nom de Docteur Shreddarius.

### Turtles Forever
Le Shredder du comic fait une très brève apparition dans le long-métrage d'animation Turtles Forever.

### Nouveau Départ
À la suite de la reprise de la série par IDW (un éditeur américain de bandes dessinées), les Tortues ninja subissent un changement radical de leurs origines ainsi que de leurs aventures, alors que le style se rapproche beaucoup plus de la première œuvre de Kevin Eastman et Peter Laird. Comme pour les tortues, Shredder est lui aussi "remanié" : Oroku Saki était un membre de haut rang du Clan des Foot dans le Japon féodal. On lui donne l'ordre d'assassiner un seigneur que le clan avait été engagé pour éliminer, si quelqu'un s'interposait à sa mission, il devrait le faire disparaître à n'importe quel prix. Hamato Yoshi, un autre membre du clan Foot, refuse, et Saki le condamne alors à mort. Le Clan tue la femme de Yoshi, Tang Shen, mais Yoshi fuit avec ses quatre fils. 
Quelques années plus tard, Saki et le Clan Foot retrouvent la trace de Yoshi et de ses enfants, et les tue tous. Par la suite, Saki devient le chef du Clan des Foot et parvient à traverser les âges sans vieillir, jusqu'à l'époque contemporaine, grâce à la magie d'une sorcière du nom de Kitsune. Or, il fait face alors contre toute attente à Yoshi et ses fils, dont les esprits se sont retrouvés dans un rat et quatre bébés tortues qui ont muté par la suite, devenant Splinter, Raphael, Léonardo, Michelangelo et Donnatello, et entre en conflit avec ces derniers, qui tentent de déjouer ses plans de conquêtes dans la ville de New York. Dans cette nouvelle version, il devient également ennemi avec Krang, qui devient autant son ennemi que celui des Tortues.

### Batman et les Tortues Ninjas

#### Amère Pizza
Dans ce crossover entre l'Univers de Batman de DC Comics et celui des Tortues Ninja, la version citée ci-dessus de Shredder joue un rôle important. 
Alors que lui, ses hommes, et les Tortues et Splinter se battaient loin de la ville de New York dans une bataille finale apparente, Krang l'a téléporté lui et ses adversaires dans la dimension de Batman, à Gotham. Une fois là-bas, Shredder décide de profiter de la situation, il kidnappe un chercheur, le Dr Naveen Khan, afin qu'il lui construise une machine pour pouvoir le renvoyer dans sa dimension, tout en se débarrassant des Tortues en les laissant derrière lui, prisonnières de cette dimension (on apprend d'ailleurs, qu'à terme, le mutagène présent dans leur sang devient inactif dans cette dimension, ce qui rendrait leur apparence d'origine aux Tortues et à Splinter). 
Ses soldats attaquent différents laboratoires afin d'y voler le matériel nécessaire, y parvenant malgré l'intervention des Tortues, ce qui attire l'attention du Chevalier Noir, qui rencontre Shredder après avoir tendu un piège à ses soldats lors d'une intrusion dans un laboratoire de Waynes Enterprises lui appartenant. Shredder, en l'appelant "Guerrier", le menace et lui demande de le laisser lui et ses hommes tranquilles, auquel cas ils laisseront sa ville tranquille, et feront l'inverse au contraire si Batman intervient, avant de disparaître. Il est ensuite vu en compagnie du Pingouin, pour qu'il lui fournisse du matériel supplémentaire, et ses hommes tuent les fournisseurs avec lesquels ce dernier avait négocié en l'informant que ses propres hommes ont déjà été tués, avant de garder le Pingouin de force au cas où.
Plus tard, au repaire du Pingouin, alors que la machine pour rentrer est prête, on apprend que Shredder a changé ses plans et révèle au Pingouin qu'il a décidé de prendre l'occasion de régner sur deux villes en même temps et qu'il reviendra avec ses forces au complet tout en lui disant qu'il appartient au clan désormais. Mais c'est alors là qu'apparaissent Batman, les Tortues et Splinter, faisant désormais équipe après avoir clarifié la situation, et au cours du combat qui s'ensuit, Shredder détruit la machine en l’exposant et en tuant le Dr Khan, libéré par Batman, du même coup avec une bombe implantée à l'intérieur de son corps, blesse Raphael, avant de s'enfuir avec un hélicoptère, et décide alors d'établir un nouvel empire ici même à Gotham, mais tombe sur Ras Al Ghul, qui a réagi face à l'apparition d'un nouveau clan ninja et auquel Shredder a suscité son intérêt, lui proposant une alliance que Shredder accepte. Quelques jours plus tard, Shredder et Ras ont reconstruit la machine, Shredder révélant que le Dr Khan avait décelé une anomalie se dirigeant dans cette dimension depuis la sienne, et sachant la nature de l'objet, fait activer la machine qui fait apparaître Casey Jones, venu grâce à un autre allié des Tortues, le Dr Harold, avec des bonbonnes de mutagène pur pour les Tortues, mais Shredder et Ras le battent et lui prennent les bonbonnes avant d'aller à l'Asile d'Arkham. 
Là-bas, ils font muter les ennemis de Batman, le Joker, Harley Quinn, Poison Ivy, Bane, le Chapelier fou, l'Epouvantail, Double-Face, Mr. Freeze et le Ventriloque, en mutant animaux, dont le Pingouin que Schredder a découvert qu'il avait parlé à Batman et aux Tortues en peu plus tôt, tout en libérant les hommes de Shredder, et faisant de l'asile leur forteresse en attendant les forces de Ras en renfort, pour mettre plus tard Gotham en feu et à sang. Ainsi, lorsque Batman et son fils Damian, l'actuelle Robin et petit-fils de Ras, arrivent sur les lieux, ils sont pris au dépourvu, Shredder laissant le Joker le soin de tuer Batman, jugeant que Batman n'est pas digne d’être tué par lui-même, mais les Tortues et Splinter arrivent alors en renfort. Dans le combat qui s'ensuit, les Tortues battent Ras, Splinter s'occupe des mutants tandis que Batman, ayant revêtu une armure spéciale, nommée Intimidator, engage un combat contre Shredder, les deux se battent violemment et au terme d'un combat acharné, Shredder est vaincu par Batman puis assommé et totalement mis hors jeu par Splinter. 
Les forces de Ras s'étant fait arrêter par Damian, le chef de la Ligue des assassins s'échappe et Shredder et ramené lui et ses hommes par les Tortues dans leur dimension d'origine avec Casey et April, qui ont réussi à ouvrir un portail vers cette dernière, après que les Tortues et Splinter aient dit au revoir à Batman.

#### Venin sur l'Hudson
Shredder ne fait qu'une apparition dans cette histoire mais y joue un rôle clé.
Afin de contrer Bane qui a pris le contrôle du Clan Foot et règne en maître sur New-York, Batman se rend en prison et propose à Shredder de le libérer temporairement pour qu'il se batte à ses côtés contre le mercenaire au venin. Ce dernier accepte à la seule condition que Batman l'affronte en combat singulier, que le chevalier noir remporte.
Par la suite avec le restes des ninjas qui lui sont restés fidèles et à Karai, il aidera Batman et les tortues à vaincre Bane. Une fois ce dernier arrêté et reconduit à Gotham, Shredder tient sa promesse et retourne dans sa cellule sans résister.

#### Fusion
Dans cette histoire, après une fusion de l'univers de Batman à celui des Tortues Ninja provoquée par Krang et l'Anti-Monitor, Shredder est fusionné avec le Joker, devenant "l'Homme qui rit" dirigeant du Clan Smile, une fusion du Clan Foot avec les grands ennemis de Batman.

## Séries télévisées

### Tortues Ninja: Les Chevaliers d’écaille(1987-1996)
Dans la série télévisée d'animation, Shredder/Oroku Saki est présenté comme un ancien maître d'arts martiaux ayant appris aux côtés de Hamato Yoshi. Après qu'il a fait accuser à tort ce dernier d'une tentative de meurtre d'un maître en arts martiaux, Yoshi s'enfuit aux États-Unis. Shredder le retrouva après qu'il fut devenu Splinter, en espionnant April qui enquêtait alors sur le Clan des Foot avec les Tortues Ninja.
Shredder joue par la suite le rôle d'antagoniste majeur de la série, accompagné par une armée de ninjas robotiques (qui remplacent le Clan des Foots afin que les Tortues puissent les détruire sans soucis de censure), et est rejoint par la suite par un criminel extra-terrestre nommé Krang, puis par deux mutants nommés Bebop et Rocksteady. Il partage avec Krang la base de ce dernier, le Technodrome, comme QG.
En raison de la nature plus comique de la série, Shredder est ici présenté comme moins dangereux et sombre que son équivalent du comic : s'il est sérieux en termes de personnalité, il est souvent tourné en ridicule malgré lui. Ses plans échouent constamment et ses deux assistants mutants sont de véritables incapables. Krang et lui se disputent constamment sur les stratégies à entreprendre, et prennent chacun plaisir à voir l'autre échouer. Cependant, Shredder reste un adversaire aux compétences d'arts martiaux notablement redoutables, capable de battre toutes les Tortues en même temps et d'égaler Splinter (bien qu'il s'enfuie en général plutôt que de se battre). Il montre aussi des connaissances impressionnantes en mécanique et chimie : il a conçu et fabriqué le corps robotique de Krang, préparé le mutagène qui a muté les Tortues et Splinter, sait comment marche le téléporteur de Krang et se montre capable de créer multiples appareils de haute technologie.

#### Turtles Forever
Le Shredder de cette série apparaît dans le long-métrage d'animation Turtles Forever, où, après une bataille avec les Tortues, il se retrouve, avec ces dernières, Krang, Bepop, Rocksteady et le Technodrome, transporté dans le monde de la série de 2003. Confronté aux Tortues de son univers et à celles de cet univers à la fois, il localise et libère Ch'rell, le Shredder Utrom, espérant s'en faire un allié. Cependant, ce dernier a vite fait de prendre le dessus, s'emparant du Technodrome qu'il modifie à sa manière et réduisant son double de 80 à l'état de simple spectateur. Finalement, au terme du film, il aide les Tortues contre le Shredder Utrom avec Karai, Krang et le Splinter de 2003. Une fois Ch'rell vaincu, lui et Krang consentent à ramener les Tortues dans leur univers au moyen du Technodrome amélioré, non sans promettre cependant de prendre leur revanche une fois revenus.

### Tortues Ninja(2003)
Plusieurs versions de Shredder se succèdent dans la nouvelle série de 2003 : le titre est porté par quatre personnages différents, mais tous liés entre eux d'une manière ou d'une autre (Un cinquième Shredder, qui aurait été un Tricératon, devait originellement apparaître dans la saison 6 Fast Forward, mais, en raison du manque de succès de cette saison, les épisodes de son apparition ne sont jamais sortis). Toutefois, elles ne font pas exception à la règle du comic, dans la mesure où Shredder est un personnage sombre et terrifiant dans tous les cas.
En fait, Shredder est ici même présenté comme encore plus sinistre et cruel que dans toutes les adaptations précédentes. Il partage les ambitions de conquête du monde qu'avait le Shredder de la première série animée, mais est beaucoup plus violent et impitoyable, et n'a que peu de tolérance face aux échecs : si ses subordonnés le déçoivent une fois de trop, cela signifie en général la mort pour eux, quand ce n'est pas une mutilation progressive (comme Baxter Stockman en a fait l'expérience).
Le Shredder Tengu a une personnalité légèrement différente sur certains points. Il veut également conquérir le monde, mais uniquement pour y instaurer un âge de chaos et de malheur. Il est aussi plus sadique et cruel, aimant s'amuser avec ses ennemis plutôt que de les tuer rapidement (il fit par exemple semblant de se laisser battre par Karai, avant de la duper en prenant l'aspect de Saki). Pour finir, il est très abusif avec ses subordonnés, même les Foots Mystics en dépit de leur dévotion fanatique pour lui.

#### La Légende du Shredder Tengu
L'origine de Shredder remonte à bien longtemps avant le début de la série. Le premier personnage de cette continuité à avoir porté le nom était un puissant, gigantesque et monstrueux démon (Tengu), qui hantait la province de Yamato il y a des siècles, et projetait de conquérir le monde. Alors qu'il semblait impossible à arrêter, l'Empereur fit recruter cinq des meilleurs guerriers de son pays : Kon, Juto, Chikara, Hisomi, et, probablement le plus fort et le plus ambitieux de tous, Oroku Saki. À cette fin, on leur fournit des armures de différentes couleurs, conçues pour les protéger des pouvoirs du démon.
Les cinq guerriers vêtirent les armures et affrontèrent vaillamment Shredder. La plupart furent rapidement vaincu dans ce combat acharné, mais Oroku Saki se battit avec tant de rage et de force qu'il réussit à mettre le démon à terre. Cependant, alors qu'il s'apprêtait à le terrasser, Shredder, admiratif et sentant sa rage, lui proposa tout le pouvoir et la gloire dont il rêvait, s'il consentait à s'offrir à lui. Cette offre éveilla une flamme obscure dans le cœur de Saki, qui accepta, et l'âme de Shredder fusionna à la sienne, ne laissant du corps démoniaque qu'une coquille vide qu'il détruisit, faisant croire à la victoire.
Après cela, les cinq furent acclamés, et surnommés les "Cinq Dragons". Ils reçurent leur propre emblème, une empreinte de dragon rouge à trois doigts. Mais Saki trahit rapidement ses camarades, révélant les pouvoirs qu'il avait acquis à travers la fusion. Il conserva l'armure qu'il avait portée pendant le combat, et reprit le nom de Shredder.
Alors qu'il répandait ses massacres, Kon, Juto, Chikara et Hisomi s'entraînèrent le plus qu'ils purent pour le vaincre. L'entraînement décupla leurs capacités, les rendant plus puissants que de simples humains. Lorsqu'ils furent prêts, ils affrontèrent Shredder, et, au terme d'un combat épique, le vainquirent.
Ne pouvant le détruire, ils durent se contenter de l'enfermer dans un cercueil, séparé de son casque et de son gantelet, le laissant dans un état de repos éternel. Cependant, si le gantelet, le casque et le cercueil venaient à être récupérés, un rituel pourrait être accompli, et permettrait alors de ramener Shredder à la vie. Pour veiller à ce que cela n'arrive jamais, les quatre dragons décidèrent de rester pour veiller, et devinrent l'institution connue comme le "Tribunal Ninja".

#### Ch'rell, le Shredder Utrom
Le second Shredder, et le plus connu de la saga, est le premier rencontré par les Tortues, et constitue l'antagoniste majeur des trois premières saisons. Ici, encore une fois, il répond à la double-identité d'Oroku Saki, mais cette version reste très différente de la version traditionnelle en termes d'origines, comme on l'apprend peu à peu dans la série.
Il y a très longtemps, un vaisseau d'une race extra-terrestre pacifique, les Utrom, passa à proximité de la Terre. Ce vaisseau transportait un dangereux criminel de l'espèce, Ch'rell, qui devait être ramené sur le monde natal Utrom afin d'être jugé pour multiples crimes, incluant entre autres meurtres de masses, provocation de guerre civile et complots politiques violents. Mais durant le trajet, Ch'rell s'évada, et sabota le vaisseau. L'Astronef s'écrasa sur Terre à l'époque, du Japon féodal, et le prisonnier profita de la confusion pour s'échapper.
Ne pouvant réparer leur vaisseau en raison de l'absence de technologie sur cette planète, les Utroms se résignèrent à attendre que les Terriens la développent, et à rester en attendant cachés parmi eux. À cette fin, ils se construisirent à partir des restes de leur vaisseau des exosquelettes, robots à l'apparence humanoïde leur permettant de se déguiser en humain. Mais Ch'rell vola le prototype d’exosquelette, avant de fuir à nouveau.
Décidé à se venger de ses congénères, le criminel Utrom décida d'opérer lui aussi parmi les humains. À cette fin, il s'inspira de la légende de Shredder pour se créer une double identité : celle d'Oroku Saki, respectable et riche japonais, pour couvrir ses activités, et celle de Shredder, chef criminel redoutable. Son inspiration de la légende alla si loin qu'il fit assembler une armure similaire à celle de Shredder et la fit revêtir à son exosquelette, à qui il donna même l'apparence du vrai Oroku Saki, et apprit même à utiliser les arts martiaux avec son exosquelette comme corps. Il créa aussi son propre clan de ninja, le Clan des Foot, pour lequel il reprit la marque d'empreinte de dragon rouge en sens inversée comme emblème. Il réussit également à soumettre à son service les Foot Mystics, cinq puissants démons élémentaires qui avaient servi le vrai Shredder, en les scellant à son propre service grâce à un talisman nommé le Cœur de Tengu.
Son intelligence, sa force, sa cruauté et sa connaissance en technologie Utrom permirent vite au Clan des Foot de gagner en pouvoir et de devenir l'une des plus puissantes organisations du Japon. Il se consacra par la suite en grande partie à la chasse aux Utroms. À cette fin, il assembla avec l'aide de métal Utrom une arme de grande puissance, l’Épée de Tengu, qui lui permit de conquérir des villes entières.
En tant qu'Utrom, son espérance de vie était extrêmement longue, si bien que sa lutte demeura des siècles (on présume qu'il se faisait à chaque fois passer pour son propre descendant). Vers le XXe siècle, il trouva par hasard, en tant qu'Oroku Saki, une fillette nommée Karai abandonnée dans une rue japonaise. Dans un rare élan de bonté, il la recueillit, l'adopta et lui enseigna le ninjutsu. Elle devint son second, et sa confiance en elle atteint un tel niveau qu'elle fut la seule à qui il révéla sa nature Utrom.
À la suite d'événements inconnus, Shredder perdit l’Épée de Tengu. La trahison d'un des Gardiens des Utroms, Mashimi, lui permit de découvrir le QG des Utroms, mais ces derniers réussirent à s'évader grâce à des sorties de secours inconnues de Mashimi, à la fureur de Shredder. Peu après, un autre gardien, Hamato Yoshi, s'infiltra et tua Mashimi en guise de vengeance. Shredder tenta de capturer Yoshi pour lui arracher la nouvelle cachette des Utroms, mais le Gardien lui échappa.
En suivant sa trace, Shredder confia à Karai la charge de garder ce qui restait de force au Japon, tandis que lui se déplaçait avec la force principale à New York. Après avoir bien implanté son clan sur place, ayant même trouvé un nouveau second du nom de Hun, il retrouva Yoshi et le tortura pour lui faire avouer. Le courageux ninja refusa encore, et Shredder, perdant patience, l'acheva froidement. Cependant, le rat de compagnie de Yoshi, Splinter, s'échappa et partit dans les égouts. À la suite d'une exposition à un mutagène Utrom, lui et quatre bébés tortues mutèrent en ce qui allait bientôt devenir les pires ennemis de Shredder.
Oroku Saki apparaît pour la première fois à la fin du premier épisode, où le chef d'un groupe des Dragons Pourpres lui annonce son échec après une attaque par « des grenouilles qui faisaient du karaté » (en réalité les Tortues Ninja). Il est ensuite suggéré qu'il tue l'homme en guise de punition. Il est revu à la fin de l'arc sur les Dératiseurs, ordonnant à Hun de châtier Baxter Stockman pour son échec. Il observe ensuite les dernières images prises par les Dératiseurs, et découvre pour la première fois une image des Tortues.
Au fur et à mesure de la série, Oroku Saki commence à de plus en plus considérer les Tortues comme des épines dans son pied, et à se poser des questions sur leurs origines et leurs motivations. Après une capture et un interrogatoire de Raphael (qui s'échappe peu après), il déduit que les Tortues ne sont pas affiliées aux Utroms (du moins pas encore). Partant de ce principe, il réussit à organiser un rendez-vous avec Leonardo, à qui il offre de s'allier contre ce qu'il prétend être un mal bien supérieur. Leonardo est au départ apparemment intéressé, mais, après avoir appris ce que Saki a fait au maître de Splinter, refuse. S'ensuit d'une bataille longue et violente, durant laquelle Saki est vu pour la première fois dans la série sous l'armure du Shredder. Splinter réussit à vaincre le chef du Clan Foot par la ruse, et le laisse pour mort. Cependant, Shredder s'avère avoir survécu au terme de l'épisode.
Obsédé par la vengeance, Shredder envoie ses ninja Foot investir les égouts, forçant les Tortues à se réfugier chez April. Peu après, Leonardo, durant un exercice matinal, est pris en embuscade par le Clan des Foot et découvre avec horreur que Shredder est toujours vivant. Le chef des Tortues est battu, désarmé et renvoyé sévèrement blessé à ses camarades, tandis que Saki détruit ses katana et lance une attaque. L'immeuble d'April est incendié, mais les Tortues, Splinter, April et Casey Jones parviennent à s'échapper en cachette.
Malgré sa victoire, Shredder, ne voulant pas commettre la même erreur que ses ennemis, insiste pour avoir de vraies preuves de leur mort. Baxter Stockman offre de lui en fournir, en échange de l'accès complet à une armure Utrom découverte quelques épisodes avant. Saki accepte avec réticence, et, après que Stockman lui a fourni une fausse preuve, lui donne accès à l'armure.
Peu après, les Tortues reviennent à New York, et profitent de l'effet de surprise pour s'infiltrer dans la tour de Shredder avec Splinter. Dans le combat qui s'ensuit, interrompu brièvement par la rébellion de Baxter Stockman, Shredder est finalement décapité par Leonardo avec l’Épée de Tengu, et son bâtiment est détruit. Mais au terme de l'épisode, une scène montre le chef du Clan des Foot se relever et ramasser sa tête...
Le début de la saison 2 révèle les origines Utrom de Shredder (racontées ci-dessus) aux Tortues. Alors qu'ils en prennent connaissance, Shredder réussit à trouver le QG des Utroms grâce à l'aide de Baxter récemment revenu, mais ceux-ci parviennent à lui échapper par le biais d'un téléporteur. Dans un dernier combat, les Tortues court-circuitent l'armure de Shredder, forçant Ch'rell à quitter son exosquelette et à leur révéler sa vraie nature. Ils réussissent ensuite à s'échapper par le biais du téléporteur, tandis que Ch'rell, après avoir vainement tenté de les suivre, périt apparemment dans l'explosion qui suit. C'est la première "mort" de ce Shredder où sa survie n'est pas montrée à la fin de l'épisode.
Cependant, à la fin de Regain de Violence, il est révélé que Ch'rell est toujours vivant, bien que l'explosion l'ait gravement blessé, au point qu'il a dû être placé en chambre de stase où il est peu à peu soigné par des nanorobots. Réparant son exosquelette, il prépare son retour avec l'aide de sa fille adoptive, Karai. Sa résurrection est achevée dans Les Foots Mécha, où il entreprend de réparer les dégâts causés au Clan par la guerre contre les Dragons Mauves et la mafia new-yorkaise, et envoie un robot-Splinter pour assassiner les Tortues. Ces dernières parviennent à se débarrasser du robot, et ripostent avec l'aide de Zog, un Tricératon perdu sur la Terre. Zog se sacrifie finalement pour apparemment tuer Shredder, mais ce dernier survit une fois encore, bien que l'explosion l'a endommagé, ayant une partie d'une jambe robotique en moins, et est retrouvé par Karai.
Durant l'invasion des Tricératon, Shredder choisit de volontairement rester inactif et d'attendre son moment. Cela s'avère avoir été la bonne chose à faire au terme de l'invasion, Manhattan étant maintenant endommagé et grouillant de technologie alien. Usant de l'image de philanthrope dont il jouit en tant qu'Oroku Saki, Shredder investit alors en grande part dans la réparation de la ville, afin de pouvoir récupérer en cachette les vestiges de technologies extra-terrestres. Il s'en sert ensuite pour construire sous sa maison un vaisseau spatial afin de retourner sur la planète des Utroms.
Le vaisseau est achevé à la fin de la saison 3, et Shredder organise son départ, mais l'évènement se déroule dans le plus grand chaos, à la suite des interférences des Tortues, venus l'empêcher de partir, et de Bishop, venu voler son vaisseau. Il réussit à décoller en compagnie de Karai et du Professeur Chaplin, mais les Tortues et Splinter réussissent à s'infiltrer dans le vaisseau. Après que Shredder les a vaincus, ils tentent de se sacrifier en faisant imploser le vaisseau, mais l'intervention de dernière seconde des Utroms sauve l'intégralité des passagers.
Ramené au tribunal de sa planète natale, Ch'rell est jugé coupable, et condamné à l'exil à vie sur un astéroïde de glace.

#### Karai
Après l'exil de Chr'ell, ce dernier est déclaré publiquement mort sur Terre, Bishop croyant l'avoir tué dans l'explosion du vaisseau. Karai, ramenée sur Terre par les Utroms, finit par prendre son héritage à la tête du Clan des Foots. Obsédée par la vengeance de son père adoptif, elle tente d'utiliser les Foot Mystics, démons contrôlés jadis par Ch'rell, pour tuer les Tortues via une illusion, en vain. Après un échec, elle décide de les tuer elle-même, et revêt l'armure, devenant la première incarnation féminine de Shredder dans toute la saga.
Elle lance plus tard une attaque dévastatrice sur le refuge des Tortues durant l'absence de Leonardo, parti pour un bref voyage initiatique. Dans sa colère, Karai détruit le repaire, ne laissant que des ruines, et pourchasse Splinter, Michelangelo, Raphael et Donatello jusqu'à leur apparente mort. Elle dépose ensuite par l'intermédiaire d'April un message pour Leo, lui déclarant que son tour viendra.
Lors de son retour, toutefois, Leo parvient à retrouver ses frères et son sensei, qui ont tous réussi par différents moyens à survivre en feignant leur mort. Après s'être assuré qu'ils étaient tous en sécurité, il se rend à la base des Foots, et affronte Karai. Fort de ce qu'il a appris durant sa quête, il la bat avec une facilité déconcertante, mais choisit de l'épargner, persuadé qu'il reste quelque chose de bon en elle.
Plus tard, à la suite d'un marché passé avec Bishop afin de soigner Donatello victime d'une mutation, Raphael, Leonardo et Michelangelo sont forcés d'infiltrer la maison de Karai pour voler le Cœur de Tengu. Karai tente férocement de les stopper, en vain. Finalement, il s’avère que cela n'était qu'une manipulation des Foot Mystics pour se libérer et pouvoir ressusciter le vrai Shredder.

#### Le Retour du Shredder Tengu
À la suite de la libération des Foots Mystics, il devint évident que les cinq démons élémentaires ne tarderaient pas à tout faire pour accomplir le rituel qui ramènerait leur maître originel à la vie. Face à cette situation, le Tribunal Ninja décida que l'heure était venue d'agir, et décida de recruter huit des meilleurs guerriers sur toute la surface du globe comme "acolytes". Leonardo, Raphael, Donatello et Michelangelo furent choisis parmi ces guerriers, à la grande fureur de Splinter.
Les acolytes reçurent du tribunal un entraînement monstrueusement difficile, mais fructueux, et durent en parallèle aider le Tribunal à réunir les trois artefacts. Malheureusement, malgré leur réussite, les Foot Mystics manipulèrent la situation pour la tourner à leur avantage. Ils parvinrent à tuer le tribunal et la moitié des Acolytes, les Tortues en réchappant, avant de s'enfuir avec les trois artefacts à Manhattan. Malgré les ultimes efforts des Tortues, Shredder fut finalement ramené à la vie.
Aussitôt qu'il fut ranimé, les Foots Mystic réussirent à le convaincre que Karai l'insultait en portant son nom, et qu'il devait l'éliminer. Shredder attaqua donc le QG de Karai, dont il balaya sans mal les forces, avant de faire face à Karai elle-même. Après avoir joué un temps avec elle, il lui retira l'armure de Shredder et parla de la garder comme "esclave". Karai parvint toutefois à se libérer grâce à l'intervention des Tortues, et Shredder invoqua une véritable horde de monstres pour leur faire face. Après une féroce bataille, les Tortues réussirent à invoquer leurs avatars, se changeant en dragons comme l'avaient fait les membres du Tribunal avant eux, et à neutraliser Shredder et les Foot Mystics assez longtemps pour s'échapper avec Karai.
Après cela, Shredder détourna son attention de Karai pour se concentrer à nouveau sur son projet de conquête du monde. Usant de trois "clés" magiques, il commença à transformer peu à peu le monde en un lieu de cauchemar, démarrant du centre de Manhattan. Les Tortues parvinrent presque à l'arrêter en tentant de prendre les clés, mais, utilisant une plus grosse part d'énergie, Shredder réussit malgré tout à étendre la transformation à toute l'île.
Dans un dernier espoir, les Tortues rassemblèrent ce qu'ils purent d'alliés pour une ultime attaque : la Justice Force, les autres Acolytes qui se révélèrent avoir survécu, Karai et Chaplin, et même d'autres anciens ennemis, comme Bishop, Stockman, Hun et les Dragons Pourpres. Après avoir réussi à forcer les lignes démoniaques et tué les Foots Mystics, ils affrontèrent Shredder, et Karai, usant d'un lien récemment découvert entre tous les Shredder, parvint à partiellement l'affaiblir.
Fou de rage, Shredder emmena les Tortues et les autres Acolytes dans une forêt, et les affronta. Il rappela finalement toute son énergie à lui, annulant la transformation de Manhattan, et prit sa forme de Dragon. Les Tortues l'imitèrent, et un combat titanesque entre dragons commença. Shredder eut le dessus au départ, mais Karai, utilisant son lien avec lui, parvint à le vider de la majorité de son énergie, le laissant assez affaibli pour permettre aux Tortues-dragons de prendre et détruire son gantelet et son casque. Leur énergie se combina ensuite, invoquant l'esprit d'Hamato Yoshi, qui anéantit définitivement le démon.

#### Cyber-Shredder
Au début de la saison 7 (Back to the Sewers), les Tortues, Splinter et le robot Searling, quittant le futur où ils étaient dans Fast Forward, furent assaillis durant le trajet par Viral, une ennemie croisée dans leur futur, qui les envoya dans diverses époques, dont un temps distordu où ils virent s'affronter le Shredder Utrom, le Shredder Tengu et un troisième Shredder qui leur était encore inconnu. À la fin de l'épisode, Viral, se retrouvant perdu sur Internet, trouva un programme du Clan des Foots étrangement plus avancé que les autres, et tenta de l'infecter afin d'en utiliser les données pour se réparer. À sa stupéfaction, ce fut l'inverse qui se produisit : Viral se retrouva infecté par le programme bien plus puissant qu'elle, causant sa transformation en Cyber-Shredder, le troisième Shredder que les Tortues n'avaient pas encore rencontré.
Plus tard, dans l'épisode 3, l'origine claire de ce phénomène est expliqué : le programme était en réalité une création de Ch'rell, une copie informatique de lui-même placée sur Internet pour s'activer si jamais quelque chose arrivait à sa vraie forme. En se faisant infecter par le programme, Viral a donné à ce dernier un corps virtuel, lui permettant de se mouvoir et se battre dans le Réseau. Son objectif est désormais de reconstruire le Clan des Foots, qu'il dirige via des ordinateurs, et de s'échapper d'Internet pour à nouveau agir sur Terre.
Les Tortues affrontent pour la première fois Cyber-Shredder dans le présent dans l'épisode 3, alors qu'ils sont arrivés sur Internet grâce à une invention de Donatello, et tentent d'y retrouver les données de Splinter. Cyber-Shredder s'en prend à eux, et s'avère un adversaire redoutable, presque tout-puissant dans le monde virtuel. Malgré ça, ils parviennent à lui échapper après avoir récupéré une infime partie des données composant Splinter.
Le but de Cyber-Shredder reste durant l'essentiel de la saison de reformer le Clan des Foots et de s'évader d'Internet pour revenir dans le monde réel. Par exemple, réalisant que les Dragons Pourpres, rebellés contre lui, utilisent une technologie trop avancée pour venir de Hun, il pirate leurs systèmes, et découvre que leur fournisseur n'est autre que Baxter Stockman, doté d'un nouveau corps robotique. Saisissant l'occasion, il réussit à prendre le contrôle de ce corps, qu'il modifie afin de le faire ressembler à son armure habituelle. Cependant, les efforts combinés des Tortues et de Stockman permettent de le bloquer à nouveau dans le Réseau.
Plus tard, il réussit à insérer un virus dans l'esprit des Tortues alors qu'ils sont dans le Cyberespace, les plaçant sous son contrôle et les utilisant comme soldats. April et Searling réussissent finalement à libérer les Tortues, mais leur possession permet malgré tout à Shredder de prélever les informations nécessaires pour entamer la construction fructueuse de son propre Cyberportail. Après quelques expériences, les Foot réussissent à mettre au point un Cyberportail, mais, alors que Shredder tente de venir sur Terre, les Tortues sabotent la machine depuis le Cyberespace, et leur ennemi arrive sur Terre sous une forme imparfaite, qu'ils ont tôt fait de renvoyer d'où elle vient grâce aux armes conçues par Donatello.
Plus tard, il réussit à piéger les Tortues dans une réalité virtuelle à l'image du monde réel, leur faisant ainsi croire qu'ils sont sortis du Cyberespace et que l'ordinateur pour les y emmener est en panne. Profitant du fait que Donatello travaille à réparer la machine, les Foot réussissent à faire une machine semblable en copiant les travaux de Donatello au fur et à mesure. Les Tortues parviennent à stopper Donatello peu avant que les Foots ne terminent la machine, mais, alors qu'ils quittent le Cyberespace, Shredder réussit à récupérer les données manquantes, et le portail, terminé, le ramène dans la réalité.
De retour, Shredder punit Hun et les Dragons Pourpres, avant d'entreprendre de contrôler la ville en prenant le contrôle des systèmes informatiques pour la plonger dans le chaos. Son contact est brisé par une machine conçue par Donatello et posée par April, tandis que, dans un nouveau combat, Michelangelo réussit à battre Shredder en utilisant un stratagème très similaire à celui employé par Splinter lors de leur premier affrontement dans Shredder se déchaîne (en le laissant détruire le lieu de leur affrontement pour qu'il soit écrasé par la suite). Il est laissé pour mort, mais une décharge électrique lui permet de se ranimer à la fin de l'épisode.
Il revient une dernière fois après que les Tortues aient ramené Splinter du cyber-espace, attaquant le mariage d'April et de Casey. À la fin, il est détruit par Donatello qui l'efface en utilisant un morceau codé de lui qu'il a trouvé sur Splinter, le détruisant pour de bon.

#### Turtles Forever: le Retour de Ch'rell
Dans le long-métrage crossover Turtles Forever, à la suite d'un sabotage du Technodrome, Krang, les Tortues et le Shredder de la série de 80 sont envoyés dans la dimension de la série de 2003. Découvrant que cette dimension possède ses propres Tortues, Shredder en déduit qu'elle pourrait aussi posséder son propre Shredder. Ses recherches lui permettent ainsi de trouver et localiser le Shredder Utrom, qu'il réussit à téléporter hors de l'astéroïde et à rétablir, espérant s'en faire un allié.
Découvrant à quel point Ch'rell est violent et agressif, Krang et le Shredder de 80 finissent par l'endormir et l'enfermer à nouveau, mais l'arrivée de Karai et du reste des Foots de 2003 permet à Ch'rell de se libérer et de prendre le contrôle du Technodrome.
Aidé de Karai, Ch'rell améliore le Technodrome et les Soldats Foots robotiques en mélangeant la Technologie de la Dimension X avec celle des Utroms, et, par le même procédé, se dote d'un nouveau corps robotique. Il fait également usage du mutagène de 80 pour améliorer certaines de ses troupes humaines en les changeant en mutants. Projetant d'utiliser ce nouvel équipement pour conquérir plusieurs univers, il découvre cependant avec horreur qu'il existe des milliards d'univers avec chacun leurs propres Tortues ninja. Il tente alors de localiser "Turtles Prime", la dimension-source de toutes les autres, afin d'y éliminer les Tortues originales (celles de la bande dessinée). Shredder est finalement détruit et les autres tortues retournent dans leur époque.

### Tortues Ninja(2012)
Dans cette série, Shredder est un ancien ami d'Hamato Yoshi. Cependant, après une dispute au sujet d'une femme nommée Tang Shen dont les deux sont amoureux mais Tang Shen est amoureuse d'Hamato Yoshi ce qui pousse Shredder à l'insulter devant elle, la réaction de ce dernier est plutôt violente et inattendu, Yoshi riposte et frappe Shredder ce qui créera une rivalité qui se transformera en haine au fil des années.
Finalement, Shredder prendra d'assaut la demeure d'Hamato Yoshi et provoquera la mort de Tang Shen par accident et celle apparente de Miwa (en réalité, Shredder la récupérera et efface sa mémoire en lui faisant croire que c'est Yoshi le responsable de la mort de sa mère qui est en vérité victime d'un accident mortel dans l'altercation avec Yoshi et lui faisant croire qu'il est son père par mascarade). Cependant, Shredder sortira atrocement défiguré des causes de l'incendie, ayant le visage brûlé, il décidera de se cacher derrière un masque de fer.
Shredder partira ensuite au Japon d'où il contrôlera son clan.
Il entendra parler de Yoshi, désormais appelé Splinter et de son clan, à la fin de l'épisode 2 par le biais d'une chaîne d'information qui le poussera à se délocaliser à New York. Ce qui déclenche son instinct haineux et meurtrière.
Il restera tout au long de la série dans son repaire à diriger ses hommes dans l'ombre.
Cependant, après les échecs répétés de ses deux meilleurs hommes : Bradford et Xever, il prendra les choses en main et affrontera les tortues, il manquera de peu de les éliminer mais elles parviendront à s'enfuir !
Il se révèle un allié des Kraang vers la fin de la saison 1.
Il va recevoir un des coups de Yoshi qui sera dédié à Tang Shen.
À la suite il prétend devant sa fille adoptive que Yoshi est un meurtrier de sa mère Tang Shen (en vérité morte accidentelle dans l'altercation entre Yoshi et Saki) ce qui entraîne sa tentative de meurtre sur les protagonistes.
Vers la fin, il trahira sa fille adoptive en l'enfermant et en se servant d'elle en tant qu'appât. Il sera responsable de sa transformation en vipère mutante.
De plus il est plus sombre et haineux que ceux de 1987 et 2003.
Il a voulu commanditer la tentative de meurtre , l'agression et vouloir commettre la tentative de meurtre et l'agression sur les protagonistes.
Il a déjà participé aux activités criminelles avec les gangs de trafic.
Il a été associé sur le crime contre l’humanité avec les krangs.
Il a commandité la torture sur Splinter.
Il a manipulé Slash , Rockwell et Raphaël pour le meurtre sur les protagonistes mais échoue lorsque les 3 victimes reprennent consciences et il est battu par la ligue des mutants et les 4 tortues.
Après la capture de Karai par ses sbires il l'a manipule pour la seconde fois comme il l'a fait sur Slash , Rockwell et Raphael pour la nouvelle tentative de meurtre sur les protagonistes mais il a échoué.
Dans l'épisode 20 de la saison 3 nos protagonistes ont voyagé dans le temps et ils vont le voir et rencontrer son image du passé en figure intacte et les tortues l'ont confronté lui et ses soldats de clan Hamato et son cours de l'histoire a répété à la fin le même incident du passé avec l’incendie, le décès de Tang Shen, sa figure défigurée et l’enlèvement de la fille de Yoshi ont empêché l'effacement de la réalité d'April et Casey.
Dans l'épisode 21 de la saison 3, il a voulu commanditer une nouvelle tentative de meurtre sur les protagonistes et il sera au courant de l'intrusion et de la tentative de sauvetage de Karai par Léonardo et Michelangelo et la création d'un clone de Shreeder est le mega Schreeder qui a le but de détruire la ville et les tortues mais cela a raté et le clone est vaincu et cela provoque la déception de lui-même au sujet de l'échec commis par Bebop et Rocksteady et demande à Tiger Claw de torturer ces deux là.
De plus il va peut-être se rendre compte au sujet de l'épisode 20 de la saison 3 que les tortues ont voyagé dans le temps et voir son passé.
Au dernier épisode, lui et son clan sont obligés de collaborer avec les protagonistes pour affronter les Triceratons mais sa haine se retourne contre Splinter, en le tuant direct et c'est là que le vortex est ouvert par les Triceratons et que lui et son clan sont aspirés avec les restes sauf les Tortues, April et Casey.
Au 1er épisode de la saison 4 il a fait un caméo avec son clan.
Plus tard lui et son clan seront sauvés des griffes des tricératons dès que le temps est remonté et sa tentative de meurtre sur Splinter a échoué de plus la destruction de la terre a échoué.
Par la suite après que son repaire est conquis et approprié par sa fille adoptive et son amie avec ses nouveaux soldats en pourpres et humains on le voit dans une propriété avec le reste de son clan et il est en cours de mutation par le mutagène et devint un mutant à son tour.
Splinter l'emportera dans le gouffre avec lui et c'est a cet instant qu'il y a une hallucination de Victor Falco le maître des rongeurs sur Yoshi.
Durant les deux derniers épisodes de la saison 4, Shredder parvient à tuer Splinter. Les tortues partent alors affronter ce monstre une bonne fois pour toutes. Shredder parvient à faire tomber toutes les tortues sauf Léonardo de son repaire mais ce dernier parvient à le tuer d'un puissant coup de lame. Et puis il tombe dans le compacteur par un des protagonistes et Casey appuie le levier (référence du 1er film) et revint a lui pour prendre la revanche et sera vaincu par les protagonistes.
Son organe est pris par Don Vizieso et sera récupéré par les foots et ce dernier et les mafieux sont embarqués par les forces de l'ordre.
Il sera ressuscité avec l'aide d'un démon nommé Kavanax dans la saison 5.
Lorsque Kavanax est un traitre et alors Shredder se sacrifie avec lui et le reste du clan des foots sont soit au chômage soit une vie bien ranger.
Il sera mentionné dans les épisodes finales de la saison 5 et on voit son homologue de 1987 avec Krang de 1987 qui demandent un service au Bebop et Rocksteady de 2012.

### Le Destin des Tortues Ninja
Dans cette nouvelle série, Shredder est un démon ayant autrefois terrorisée le Japon avec le Clan Foot, dont il était le leader. Il fut vaincu par les ancêtres de Splinter et son armure "Kuroi Yoroi" fut dispersée afin d'empêcher les Foot de ressusciter leur maître. De nos jours, le clan Foot manipule le Baron Draxum pour récupérer les différentes pièces de l'armure afin de ressusciter Shredder.
Shredder est alors ressuscité à la fin de la saison 1 par le Baron Draxum, grâce à la force vitale de ce dernier en portant l'armure. Cependant, les Foot découvrent que la résurrection de leur maître ne s'est pas passé comme prévu, ce dernier agissait comme une bête sauvage attaquant aussi bien ses alliés que ses ennemis. Après un combat difficile, les tortues parviennent, grâce à un collier mystique, à maîtriser le Shredder qui est plus tard récupéré par Big Mama qui finit par le contrôler et le renomme Shadow Fiend.
Dans la saison 2, il sera libéré du contrôle de Big Mama et sème le chaos à New-York, il retrouvera ensuite son âme après la libération de sa file Karai. Shredder devient alors capable de parler et est plus intelligent et dangereux qu'il ne l'était auparavant.
Plus tard dans la série, son histoire est révélé, il était autrefois un humain du nom de Oroku Saki, un homme bienveillant dirigeant le clan Foot, alors prospère. Cependant les Foot sont attaqués par un clan rival qui les asservit facilement, désespéré Saki pactise avec une créature venue des étoiles qui lui fabriqua l'armure Kuroi Yoroi, censé le rendre invincible. Malheureusement l'armure corrompt son porteur, et le bienveillant Oroku Saki, devient le diabolique Shredder. Après avoir écrasé le clan ennemi, lui et les Foot deviennent un des clans les plus craints et les plus destructeurs du Japon, sa fille Karai et quelques anciens Foot décident alors de le quitter et fondèrent le clan Hamato, qui s'est fixé pour objectif de le vaincre.
Après avoir retrouvé sa puissance, Shredder, aidés des Foot, se lance à la poursuite de Karai et Splinter pour absorber leur force vitale et devenir tout puissant. Malgré la résistance des tortues, il parvient à tuer Karai, mais son âme trouve refuge dans le corps d'April, et capture Splinter.
Il affronte de nouveau les tortues, le baron Draxum et April dans un combat dantesque, où il est finalement trahie par son général Cassandra Jones, qui se range du côté des tortues. Son armure sera finalement détruite par une attaque combinée de ses ennemis, libérant ainsi l'âme de Oroku Saki. Ce dernier remercie les héros de l'avoir libéré et part aux côtés de sa fille.

## Films
Shredder apparaît dans les deux premiers films adaptés de la série. Cette version est très similaire à celle du comic, à la différence qu'Oroku Nagi est supprimé de l'histoire et est remplacé directement par Saki. C'est donc pour une rivalité amoureuse au sujet de Tang Shen que Saki poursuit Yoshi et finit par le tuer. S'évadant alors de sa cage, Splinter réussit à sauter sur l'assassin et le griffe au visage, le défigurant. En riposte, Saki lui coupe l'oreille. Shredder porte dans cette version son masque vraisemblablement pour dissimuler son visage balafré. Comme dans le comic, c'est un combattant doué et mortel, capable de battre toutes les Tortues sans aucun mal, au corps à corps. Il est le fondateur du Clan des Foot et possède un bras droit expert en arts martiaux comme lui : Tatsu. Les deux traits majeurs de sa personnalité sont sa rage et ses talents de manipulation des esprits faibles, dont il se sert pour attirer les adolescents et former le Clan des Foot, puis, plus tard, pour manipuler les mutants Tokka et Razhar.
Il est à noter que dans aucun film il n'est vraiment battu par les tortues : dans le premier, c'est Splinter qui le bat, dans le second, il se neutralise lui-même involontairement, et dans Ninja Turtles, c'est April qui le fait tomber de l'antenne. Enfin, dans Ninja Turtles 2, il est congelé par Krang.

### Les Tortues Ninja(1990)
Shredder apparaît dans le premier film, où il commence à former le Clan des Foot aux États-Unis. Après un affrontement de ninjas envoyés faire taire April avec Raphael, il découvre l'existence des Tortues, et attaque leur repaire pendant leur absence, capturant Splinter. Plus tard, Tatsu et les ninja Foot attaquent la maison d'April et blessent gravement Raphael, conduisant les Tortues, Casey et April à fuir. Au terme du film, les Tortues reviennent à New York et affrontent Shredder en espérant libérer Splinter, mais sont vaincues. Alors que Shredder s'apprête à tuer Leonardo, Splinter apparaît et révèle qu'il sait que Shredder est Saki. Reconnaissant le rat qui l'a défiguré, Shredder tente alors de le tuer, mais Splinter le neutralise aisément au moyen d'un nunchaku de Michelangelo, avant de le laisser tomber dans un camion-broyeur que Casey met en marche, tuant apparemment le chef du Clan des Foot.

### Les Tortues Ninja 2: Les héros sont de retour
Il est cependant révélé dans le second film qu'il a survécu, et il rejoint à nouveau les Foot. Découvrant le mutagène qui a créé les Tortues, il envoie Tatsu récupérer le dernier conteneur du produit, ainsi que le scientifique qui en est le créateur, et force le second à utiliser le premier sur une tortue alligator et un loup gris capturés dans un zoo. Il en résulte Tokka et Razhar, deux mutants à l'intelligence faible mais à la force surhumaine. Après un piège raté contre les Tortues en utilisant Raphael comme appât, Shredder fait parvenir par April un message à ses ennemis, les menaçant de lâcher Tokka et Razhar sur des civils s'ils ne viennent pas l'affronter. 
Les Tortues viennent et parviennent à se débarrasser de Tokka et Razhar en les ramenant à leurs formes originelles grâce à un anti-mutagène. Shredder menace alors d'utiliser le reste du mutagène pour créer une horde de mutants. Bien que les Tortues ne réussissent à le lui reprendre, il absorbe la dernière fiole qu'il possède, le transformant en un monstrueux mutant, "Super-Shredder". Ironiquement, il cause ensuite sa propre mort dans sa folie en détruisant le pont où lui et les Tortues se battaient, coulant dans l'eau tandis que les Tortues s'en tirent, étant des animaux amphibies.

### TMNT: Les Tortues Ninja
Shredder est mentionné au début du film en image de synthèse TMNT : Les Tortues Ninja (TMNT), afin d'expliquer le passé des Tortues. À la fin du film, avant de laisser les Tortues, Karai les avertit qu'ils doivent s'attendre à revoir "des visages connus", suggérant un retour de Shredder si une suite sort.

### Ninja Turtles
Dans le film de 2014, Shredder et le clan Foot sont très différents des comics. Les soldats foot sont des commandos utilisant des armes à feu et non des armes ninjas. Shredder porte également une énorme armure composées de diverses armes blanches.
Dans ce film, il a corrompu Eric Sachs (William Fichtner), un industriel, qui fabrique pour son clan une arme biologique redoutable provoquant des dégénérescences cellulaires. Il bat facilement les tortues lors du combat final et c'est April qui le fait tomber de l'antenne.
À l'origine, le personnage de William Fichtner devait être Shredder lui-même, mais les fans ont critiqué ce choix, et le crimininel sera finalement interprété par Tohoru Masamune.

### Ninja Turtles 2
Dans Ninja Turtles 2, Shredder est cette fois-ci interprété par Brian Tee.
Shredder s'évade de prison grâce au scientifique Baxter Stockman qui se sert d'une machine extra-terrestre pour ouvrir un portail, mais rien ne se passe comme prévu. Shredder est envoyé dans une dimension inconnue et fait la rencontre de Krang, un seigneur de guerre désireux de conquérir la Terre.
Krang lui propose alors une alliance, et lui demande de retrouver deux composants d'une machine qui ouvrirait un portail qui permettrait à Krang de faire venir sa machine de guerre, le Technodrome. Il offre également au chef des Foot un mutagène qui lui permettrait de créer des mutants pouvant rivaliser avec ses ennemis, les Tortues Ninja.
De retour sur Terre, Shredder recrute deux hommes bêtes et costauds, Bebop et Rocksteady, et utilise le mutagène sur eux, les transformant en rhinocéros et phacochère mutants. Il les envoie ensuite au Brésil, pour récupérer une des pièces de la machine.
Une fois la machine terminée et le portail ouvert, Shredder se rend auprès de Krang mais est trahi par ce dernier. Shredder est alors congelé et emmené dans une prison du Technodrome. Il est plus tard entrainé avec le Technodrome dans la dimension de Krang, vaincu par les Tortues.

### Ninja Turtles: Teenage Years
Shredder apparait à la fin du film Ninja Turtles: Teenage Years où il est engagé par Cynthia Utrom pour capturer les tortues.